# Ksawerów (powiat kaliski)
Ksawerów – wieś w Polsce, położona w województwie wielkopolskim, w powiecie kaliskim, w gminie Koźminek.
| SIMC    | Nazwa      | Rodzaj    |
| ------- | ---------- | --------- |
| 0201193 | Agnieszków | część wsi |

W latach 1975–1998 miejscowość należała administracyjnie do województwa kaliskiego.
Wieś liczyła 166 mieszkańców w roku 2011.